# Maria Anna van Koerland

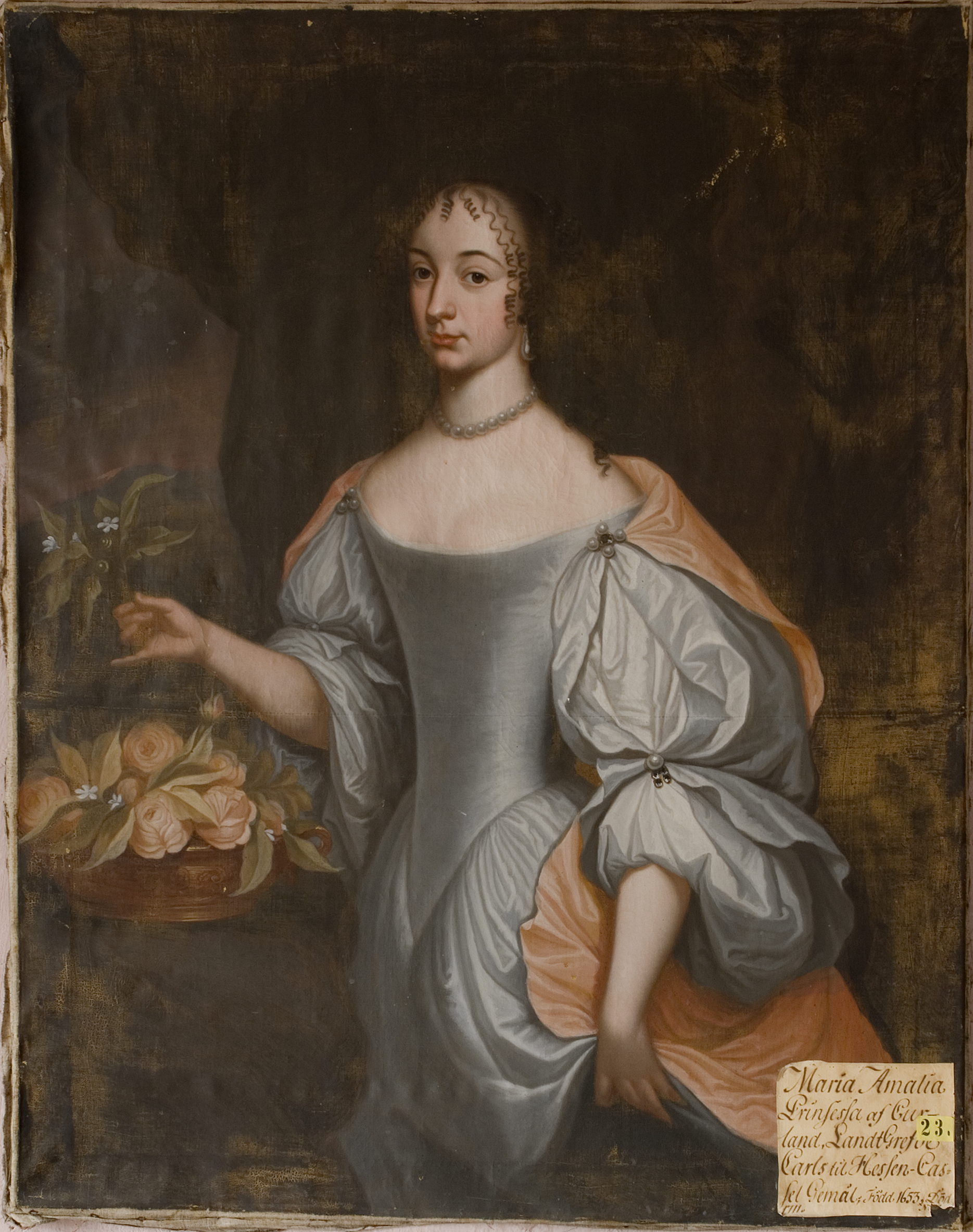
Maria Amalia van Koerland

Maria Amalia van Koerland (Jelgava, 12 juni 1653 — Weilmünster, 16 juni 1711) was de moeder van Maria Louise van Hessen-Kassel en grootmoeder van Willem IV van Oranje-Nassau. Ze was de dochter van Jacob Kettler, hertog van Koerland, en Louise Charlotte van Brandenburg die afstamde van Louise Juliana van Nassau, de oudste dochter van Willem van Oranje uit zijn huwelijk met Charlotte van Bourbon.

## Huwelijk en kinderen
Maria Amalia trouwde in 1673 met Karel Lodewijk van Hessen-Kassel (1654-1730). Uit dit huwelijk werden geboren:
- Wilhelm (1674–1676)
- Karel (1675–1677)
- Frederik I van Zweden (1676-1751), tevens landgraaf van Hessen-Kassel
- Christian (1677-1677)
- Sophie Charlotte (1678–1749)
- Karel (1680–1702)
- Willem VIII van Hessen-Kassel (1682-1760)
- Leopold (1684–1704)
- Lodewijk (1686–1706)
- Maria Louise (1688-1765), gehuwd met Johan Willem Friso van Nassau-Dietz (1687-1711)
- Maximiliaan (1689–1753)
- George (1691–1755)
- Eleonore (1694-1694)
- Wilhelmine Charlotte (1695–1722)